# Europa regina

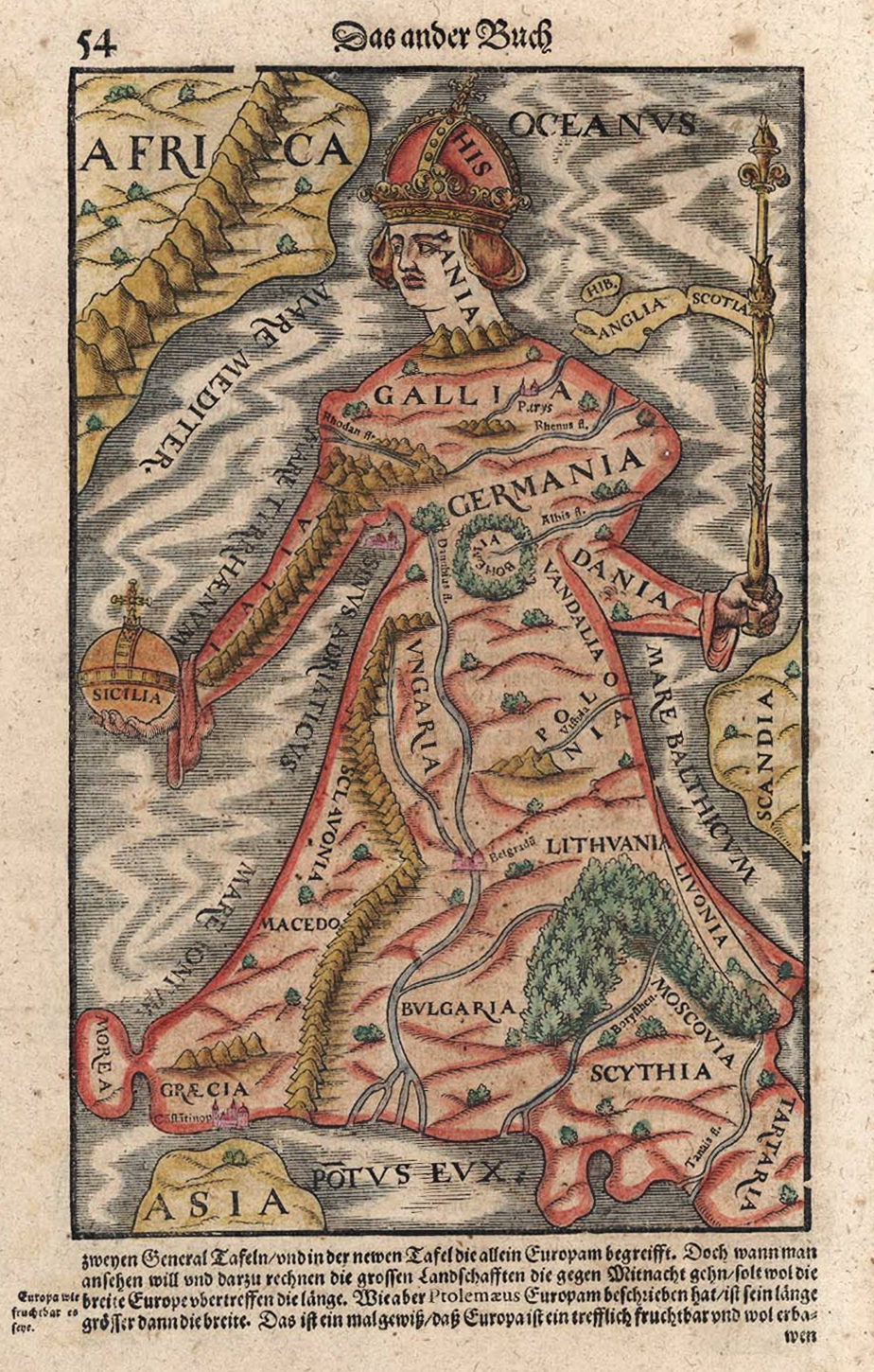
Europa regina a " Cosmographia " de Sebastian Münster.

Europa regina, expressió en llatí per a Reina Europa, és la representació en forma de mapa del continent europeu com una reina. El mapa, fet popular al segle XVI, mostra Europa com una dona jove i gràcil que porta els vestits imperials. la península Ibèrica ( Hispània ) n'és el cap, que porta una corona en forma de corona de cèrcol carolíngia. Els Pirineus, formant el coll, separen la península Ibèrica de França ( Gàl·lia ), que conforma la part superior del pit. El Sacre Imperi Romanogermànic ( Germania i altres territoris) és el centre del tors, amb Bohèmia (de vegades Àustria en les primeres representacions) sent el cor de la dona (alternativament descrita com un medalló a la cintura). El seu vestit llarg s'estén a Hongria, Polònia, Lituània, Livònia, Bulgària, Moscòvia, Macedònia i Grècia. En els seus braços, formats per Itàlia i Dinamarca, porta un ceptre i un orbe ( Sicília ). En la majoria de les representacions, Àfrica, Àsia i la península escandinava es mostren parcialment, així com les Illes Britàniques, en forma esquemàtica.

## Orígens
Durant l'Edat Mitjana Europea, els mapes normalment s'adhereixen a l'esquema TO centrat en Jerusalem, que representa Europa, Àsia i Àfrica. Els mapes separats d'Europa eren extremadament rars; els únics exemples coneguts són un mapa del Liber Floridus de Lambert de Saint-Omer, publicat el 1112, i un mapa bizantí del segle XIV. El següent mapa centrat en Europa va ser publicat pel cartògraf Johannes Putsch d'Innsbruck el 1537, a principis de l'Edat Moderna.
El mapa Putsch va ser el primer a representar Europa com una Europa regina, amb les regions europees formant una forma humana femenina amb corona, ceptre i globus cruciger. El mapa va ser imprès per primera vegada pel calvinista Christian Wechel. Encara que no se sap molt sobre l'origen i la percepció inicial d'aquest mapa, se sap que Putsch (el nom del qual va ser llatinitzat com a Johannes Bucius Aenicola, 1516–1542) va mantenir estretes relacions amb l'emperador del Sacre Germànic Ferran I d'Habsburg., i que la popularitat del mapa va augmentar significativament durant la segona meitat del segle XVI. El terme modern Europa regina encara no era utilitzat pels contemporanis de Putsch, que en canvi utilitzaven la frase llatina Europa in forma virginis ("Europa en forma de donzella"), i es va estendre en combinació amb el poema de Putsch Europa lamentans, adreçat a els emperadors, sobre ells per alleujar Europa de les seves guerres.
El 1587, Jan Bußemaker va publicar un gravat en coure de Matthias Quad, que mostrava una adaptació de l'Europa regina de Putsch, com " Europae descriptio ". Des de 1588, una altra adaptació es va incloure en totes les edicions posteriors de " Cosmographia " de Sebastian Münster, edicions anteriors només la tenien de vegades inclosa. L'" Itenerarium sacrae scripturae " de Heinrich Bünting, que tenia un mapa d'Europa amb característiques femenines inclòs a la seva edició de 1582, va passar a Europa regina en la seva edició de 1589. A partir d'aquests i altres exemples, l'any 1587 marca el moment en què moltes publicacions van començar a adoptar la imatgeria d'Europa regina.

## Simbolisme
Europa Regina va ser introduïda a la dècada de 1530 pel cartògraf austríac Johannes Putsch, possiblement amb la intenció de representar Europa com l'esposa de Carles V d'Habsburg, que aspirava a convertir-se en el monarca universal de la cristiandat i va regnar sobre nombrosos regnes, com ara el Sacre Imperi Romanogermànic i el regne d'Espanya. Els arguments a favor d'aquesta hipòtesi són: l'orientació oest del mapa per tenir Hispània com a cap coronat, que es diu que s'assembla al rostre de l'esposa de Carles V, Isabel de Portugal ; l'ús de les insígnies del Sacre Imperi Romanogermànic -la seva corona, ceptre i orbe carolingi- i la representació dels regnes dels Habsburg (Àustria, Bohèmia, Hongria, Alemanya) com a cor i centre del cos; i el disseny del vestit, que s'assembla al codi de vestimenta contemporani de la cort dels Habsburg. Com en els retrats de parelles contemporanis, Europa regina té el cap girat cap a la dreta i també sosté l'orbe amb la mà dreta, que s'ha interpretat que s'enfronta i ofereix poder al seu marit imaginari, l'emperador.
Fora d'això i en termes més generals, Europa es mostra com la res publica christiana, la cristiandat unida en la tradició medieval, i gran o fins i tot com la potència dominant del món.
Una tercera al·legoria és la d'Europa com a Paradís a través de la col·locació especial que es dona a les masses d'aigua al mapa. Com que la iconografia contemporània representava el paradís en forma tancada, Europa regina està tancada per mars i rius. El riu Danubi està representat d'una manera que s'assembla al curs del riu bíblic que travessa el paradís, amb el seu estuari format per quatre braços.
Que Europa regina estigui envoltada d'aigua és també una al·lusió a l'antiga Europa mitològica, que va ser segrestada per Zeus i transportada per l'aigua.
Europa regina pertany a l'al·legoria de l'època moderna d'Europa triomphans, en contraposició a Europa deplorans.

## Mapes relacionats
L'art de donar forma a un mapa en forma humana també es pot trobar en un mapa dibuixat per Opicinus de Canistris, que mostra el mar Mediterrani. Aquest mapa, publicat el 1340 i, per tant, anterior al mapa Putsch, mostrava Europa com a home i el nord d'Àfrica com a dona. El mapa de Leo Belgicus mostrava els Països Baixos com un lleó; això estava més a prop de l'orientació moderna del mapa, amb el nord a la part superior.
Mentre que als mapes d'Europa regina, la geografia real està subordinada a la forma femenina, l'enfocament contrari es veu en un mapa dibuixat per Hendrik Kloekhoff i publicat per Francois Bohn el 1709. En aquest mapa, titulat " Europa. Volgens de nieuwste Verdeeling " (" Europa, segons la classificació més nova "), es superposa una femella a un mapa que mostra una geografia d'Europa força precisa, i tot i que el mapa està orientat cap a l'oest amb el mapa ibèric. Península formant el cap com a les imatges d'Europa regina, això resulta en una forma femenina ajupida, que es correspon més amb l'al·legoria Europa deplorans que no pas amb l'al·legoria Europa triomphans.